# 莫尼希瓦尔德
莫尼希瓦尔德是奥地利施蒂利亚州哈特贝格县的一个市镇。总面积35.14平方公里，总人口932人，人口密度26.5人/平方公里（2005年）。